# Ziguinchor
Ziguinchor è una città del Senegal sudoccidentale, capoluogo della regione omonima.

## Geografia

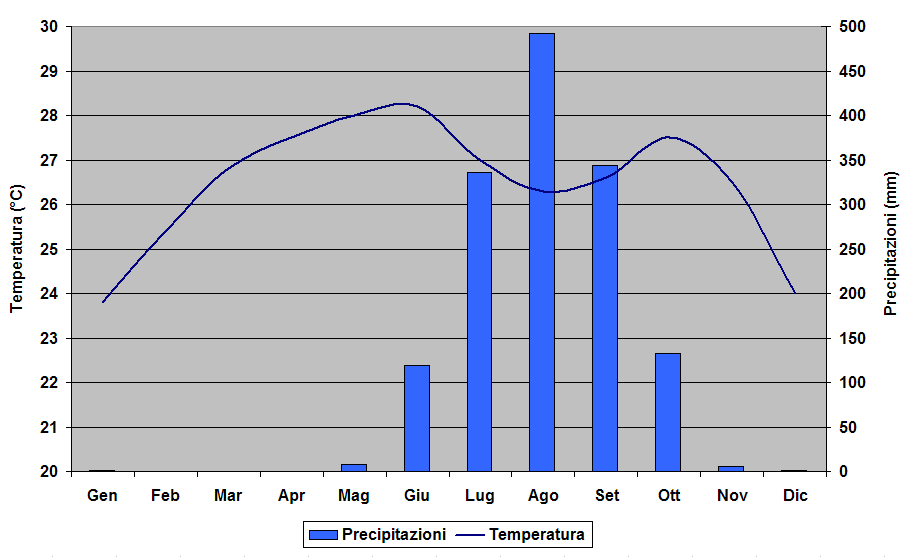
climogramma.

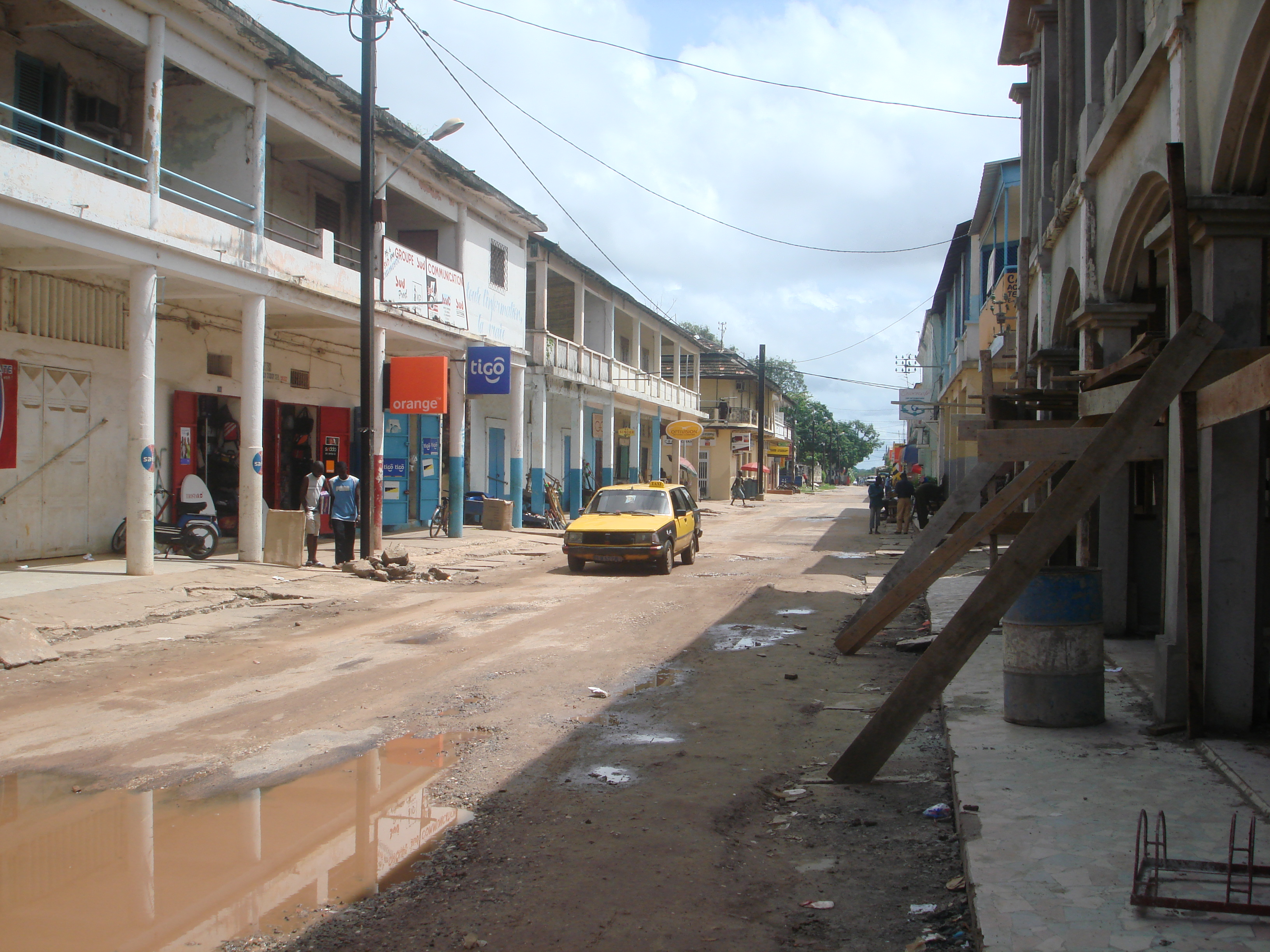
Scorcio della città.

Sorge a breve distanza dalla costa dell'oceano Atlantico, sulla sponda sinistra del fiume Casamance (nella sua zona di foce), nella sottile striscia di territorio senegalese posta a sud del Gambia; ad est della città si trova il Parco nazionale della Bassa Casamance. La città ha un clima tropicale, temperato dalla vicinanza all'oceano (→ vedi climogramma); la temperatura media annua è di circa 26 °C, mentre le precipitazioni, che cadono quasi esclusivamente durante la stagione delle piogge da giugno ad ottobre, sono intorno ai 1.500 millimetri annui.

## Storia
La città venne fondata dai portoghesi come avamposto commerciale nel 1645 o, secondo altre fonti, nel 1560. La regione era tuttavia nota agli europei fin dal 1457 quando era giunto nella zona Alvise Cadamosto, al comando di una spedizione portoghese. La città venne ceduta nel 1886 alla Francia, entrando a far parte del Senegal nel 1960, all'atto dell'ottenimento dell'indipendenza.

## Economia
Al giorno d'oggi la città è un importante porto commerciale fluviale (a circa 70 km dall'oceano Atlantico) per i prodotti della regione della Casamance (riso, cotone, pesce, olio di arachidi, ecc.).

## Sport
La città è sede del Casa Sports, società calcistica che ha vinto vari trofei nazionali.

## Amministrazione

### Gemellaggi
- Saint-Maur-des-Fossés, dal 1966
- Rimini, dal 1976
- Viana do Castelo, dal 1989
- Compiègne, dal 2019
- Contea di São Filipe